# Rosa rugosa
Rosa rugosa Thunb. è una pianta appartenente alla famiglia delle Rosacee.

## Descrizione

### Fusto
L'arbusto può raggiungere un'altezza di 1.6 m ed una larghezza di 2.5 m.

### Foglie
Le foglie di questa specie presentano delle venature caratteristiche, da cui deriva  L'epiteto specifico rugosa. La lamina è oblunga e seghettata. In autunno assumono sfumature rossastre.

### Fiori
La pianta è rifiorente. I fiori, relativamente piuttosto grandi, sono bianchi, rossi o rosa, con gli stami gialli, e possono presentarsi a gruppi, anche se più frequentemente sono singoli. I petali sono nettamente aperti e generalmente non racchiusi a calice.

### Frutti
La rosa rugosa produce dei cinorrodi lucidi, a maturazione rosso-arancioni, di 2-2,5 cm di diametro, molto dolci e di forma globosa-oblata, al cui interno è presente una considerevole quantità di polpa. I sepali permangono, rigidi ed eretti, sul frutto.

## Distribuzione e habitat
Questa pianta è particolarmente resistente al gelo: infatti è originaria delle zone fredde dell'emisfero boreale, quali la Corea, il Giappone, la Cina centro-settentrionale e la Kamchatka.
Importata in Europa nel 1796, questa rosa è oggi una delle specie più diffuse nel continente. In coltivazione, Rosa rugosa è resistente e viene utilizzata per l'ibridazione.

## Galleria d'immagini

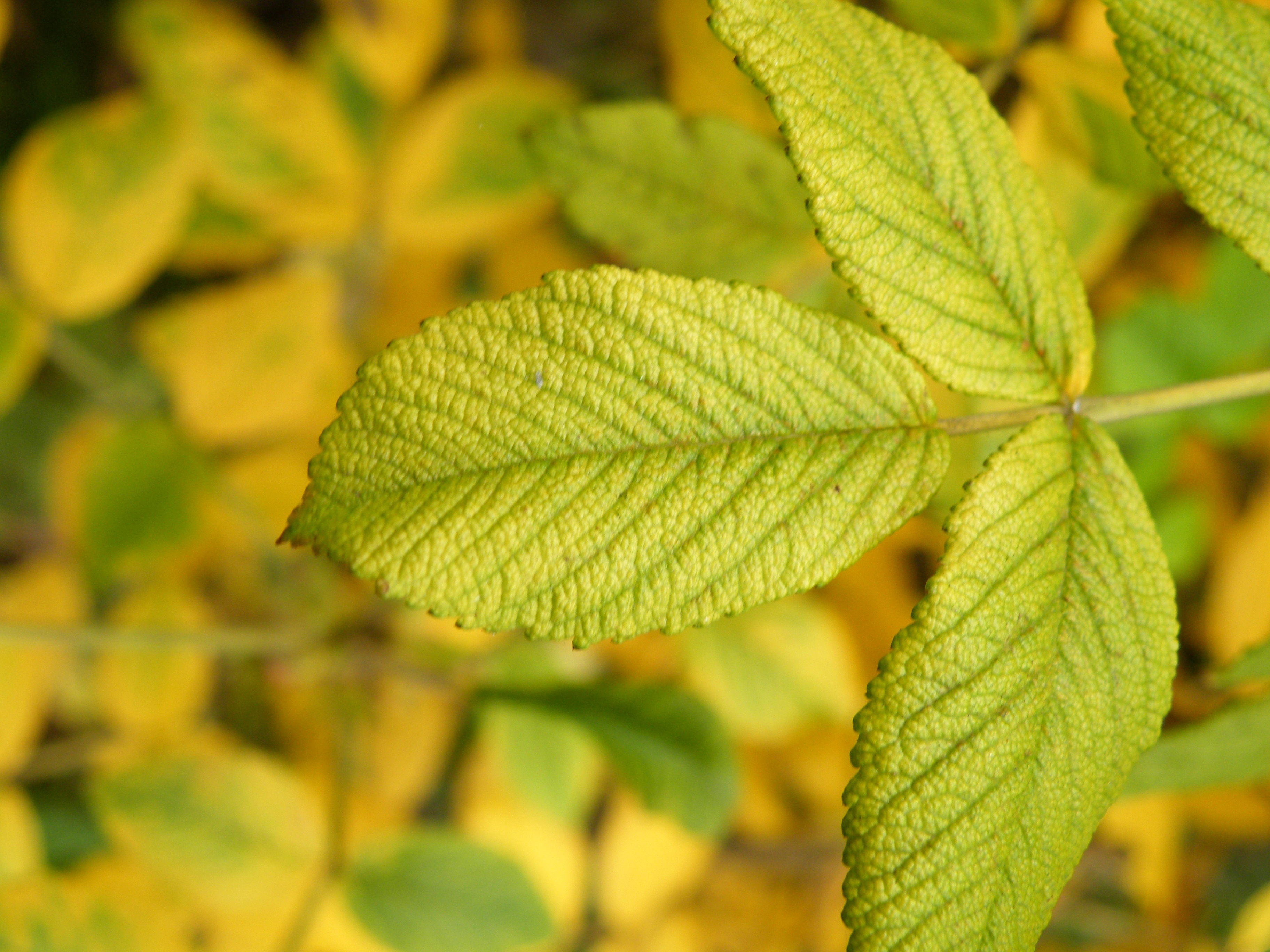
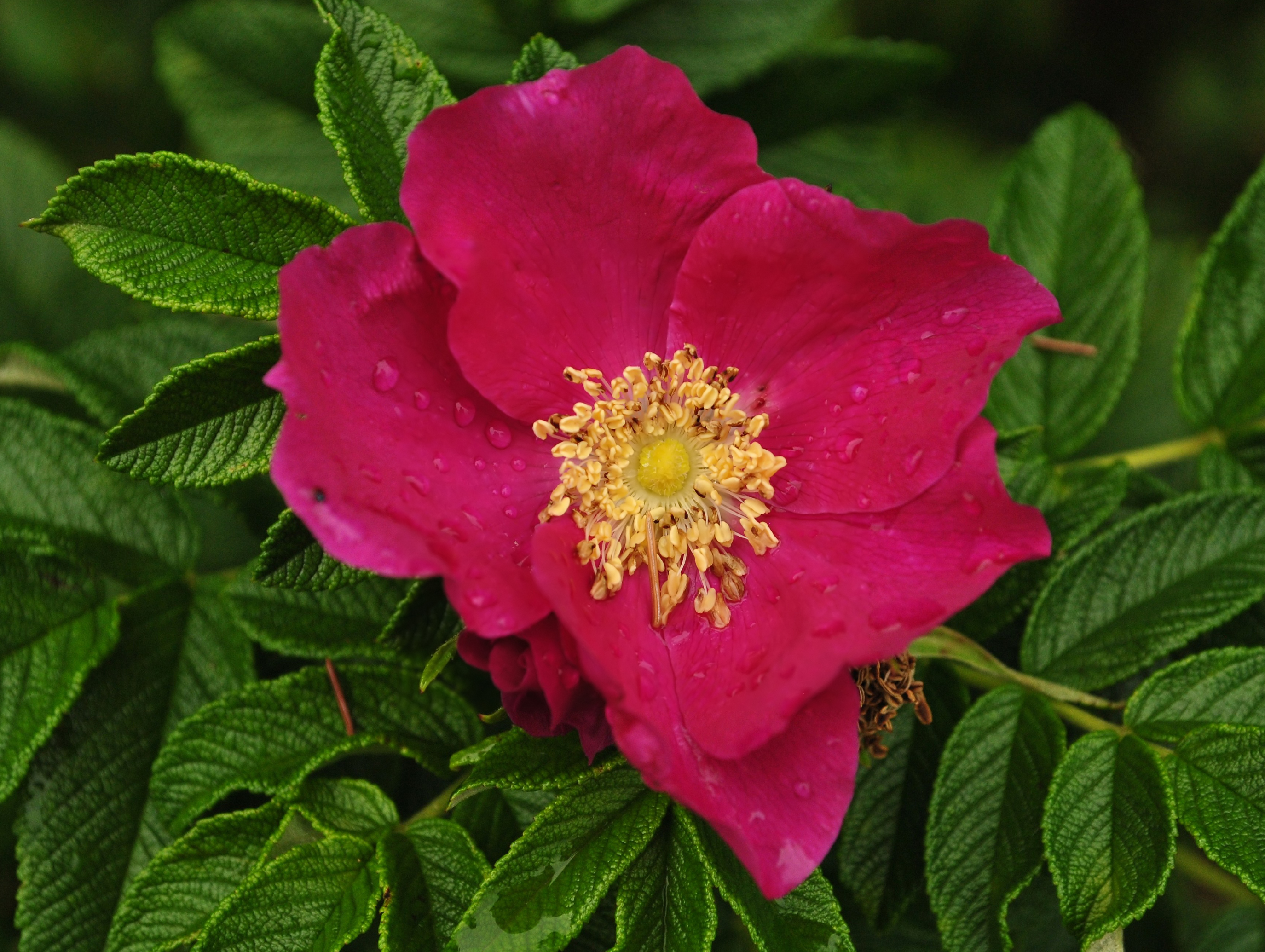
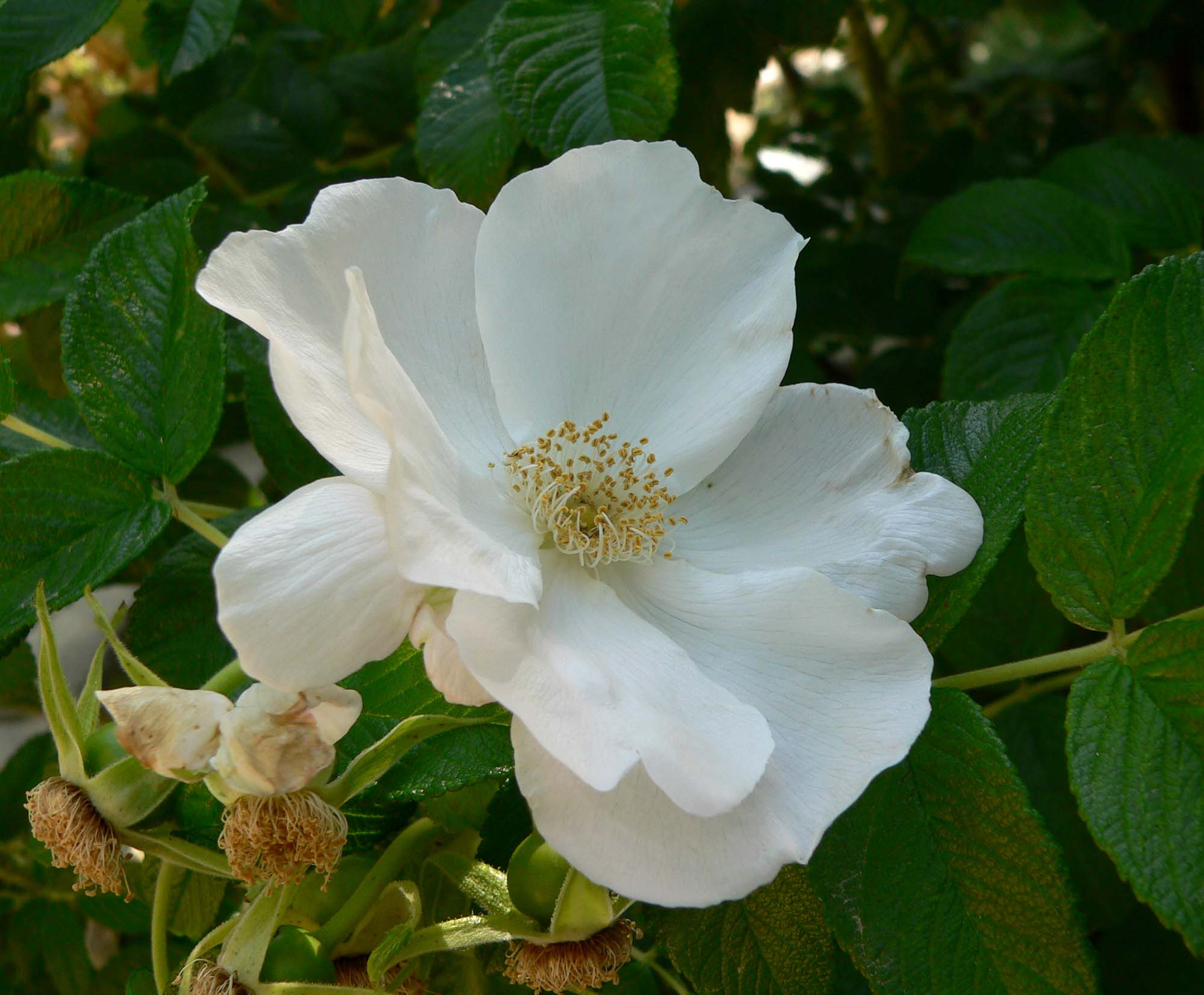
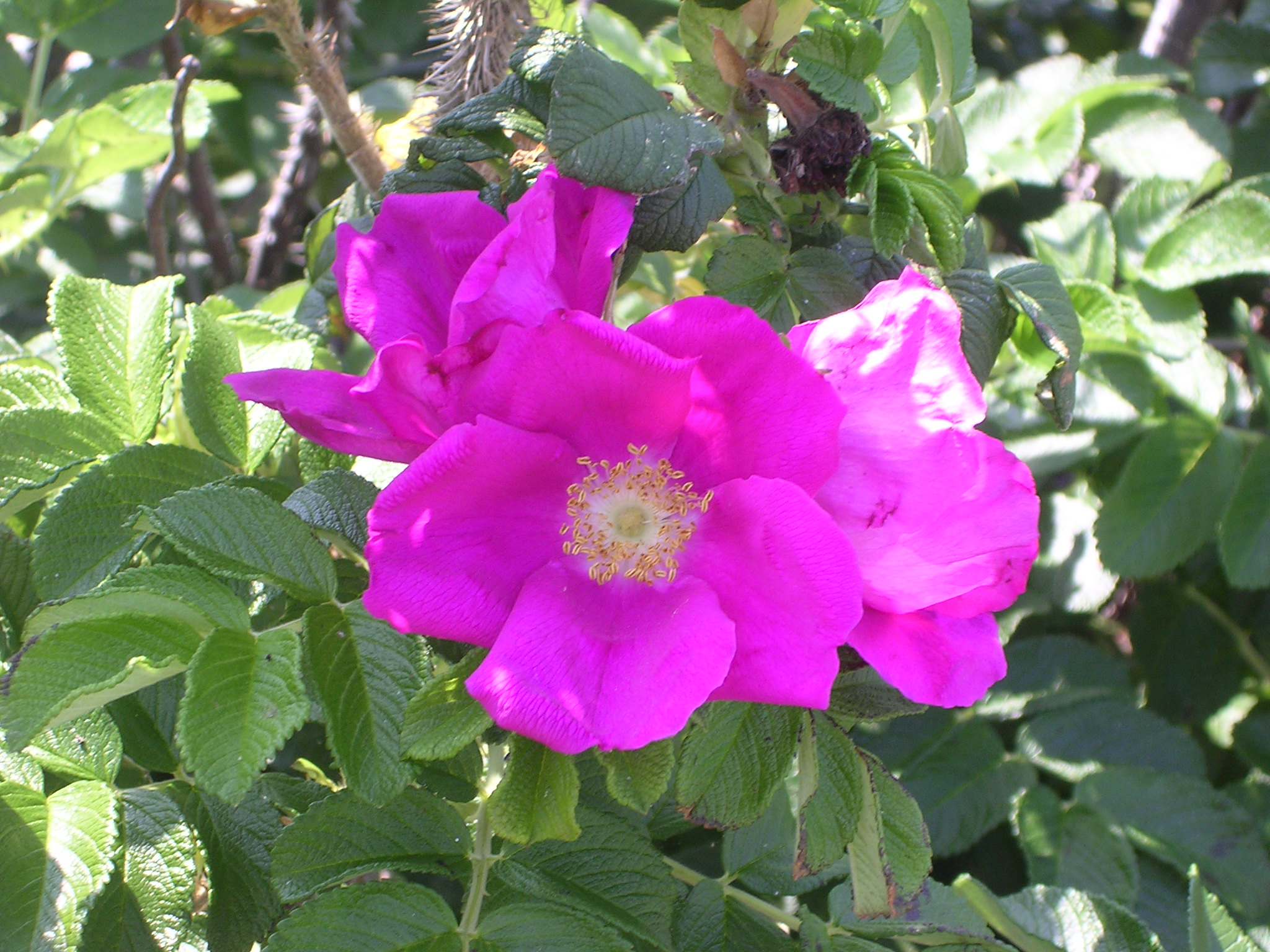
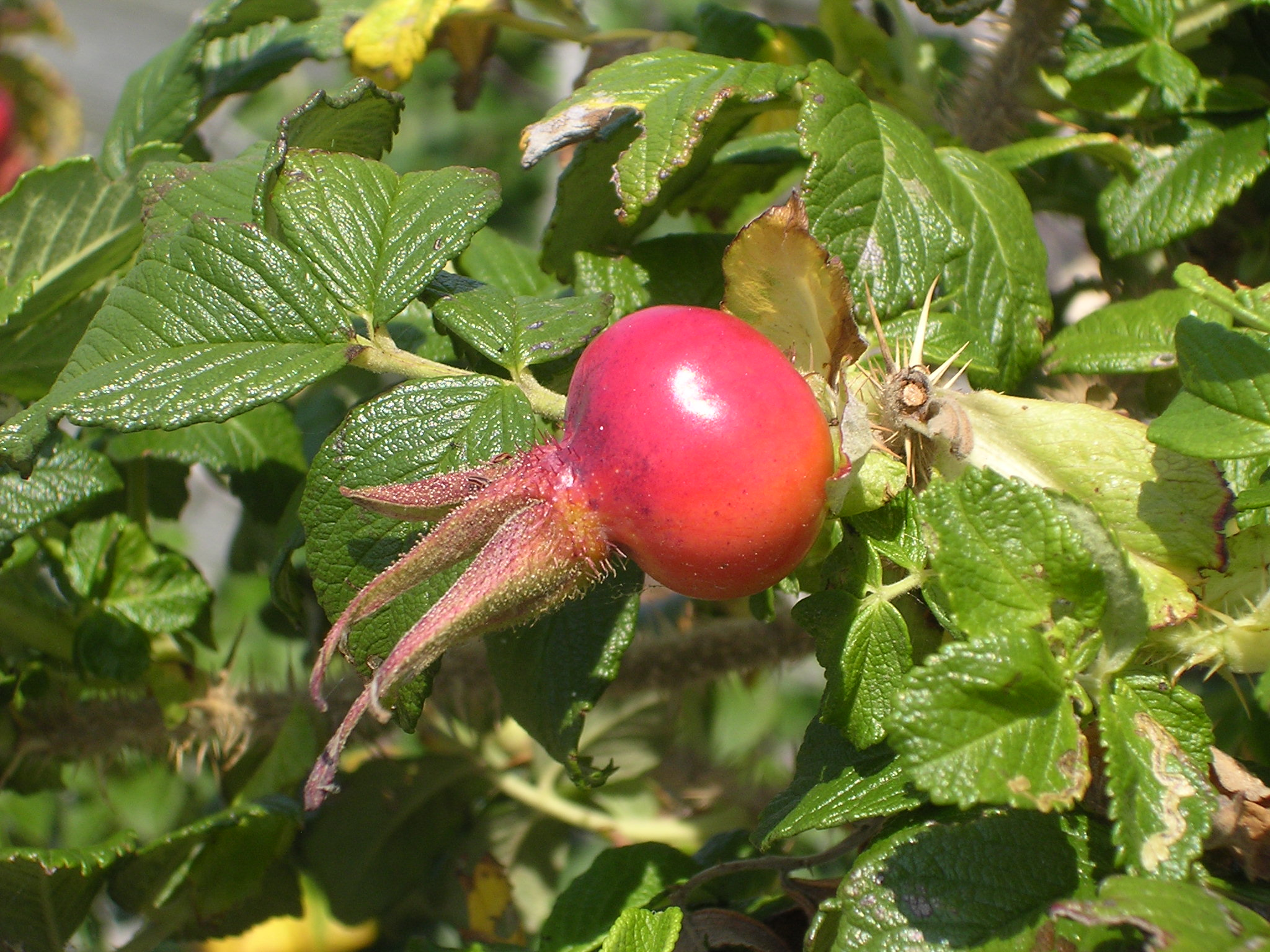